# شبدر گاوی
شبدر گاوی، شبدر مادی (نام علمی: Trifolium medium) نام یک گونه از سرده شبدر است.